# Osornolobus chaiten
Osornolobus chaiten là một loài nhện trong họ Orsolobidae.
Loài này thuộc chi Osornolobus. Osornolobus chaiten được Raymond Robert Forster & Norman I. Platnick miêu tả năm 1985.